# Ніколас Пальма
Ніколас Пальма (ісп. Nicolás Palma) — аргентинський футболіст, що грав на позиції захисника за клуби «Естудьянтес» та «Расінг» (Авельянеда), а також національну збірну Аргентини. У складі останньої — дворазовий переможець чемпіонату Південної Америки.

## Клубна кар'єра
У дорослому футболі дебютував 1939 року виступами за команду «Естудьянтес», в якій провів сім сезонів, взявши участь у 149 матчах чемпіонату.
1946 року перейшов до клубу «Расінг» (Авельянеда), за який відіграв шість сезонів. Протягом останніх трьох років ігрової кар'єри, в сезонах 1949, 1950 і 1951, става чемпіоном Аргентини.

## Виступи за збірну
1945 року дебютував в офіційних матчах у складі національної збірної Аргентини.
У складі збірної був учасником двох переможних для Аргентини континентальних першостей Південної Америки — 1945 року в Чилі та 1947 року в Еквадорі.

## Титули і досягнення
- Переможець чемпіонату Південної Америки (2):

Аргентина: 1945, 1947
- Чемпіон Аргентини (3):

«Расінг» (Авельянеда): 1949, 1950, 1951